# 블라디미르 푸리시케비치
블라디미르 미트로파노비치 푸리시케비치(러시아어: Владимир Митрофанович Пуришкевич: 1870년 8월 24일[구력 8월 12일] - 1920년 2월 1일)는 러시아 제국 말기의 정치인이다. 몰락귀족 출신으로, 초국민주의, 군주주의, 반유대주의, 반공주의적 관점을 가진 극우파였다.
1905년 러시아 혁명 이후 소수민족의 자치를 반대하고 러시아의 모든 주권을 황제에게 집중시키기를 주장하는 검은 백인단을 조직했다. 부리시키베치는 두마에서 극단적인 반유대주의와 황제옹위 연설을 하면서 명성을 얻었다. 1910년 두마의 입법권이 핀란드 대공국에까지 미친다고 의결되자 기뻐서 “핀란드는 끝났다(라틴어: Finis Finlandiae, 영어: Finnish Finished)!”고 소리쳤다.
제1차 세계대전 때는 의원직을 내려놓고 전방으로 달려가 병원열차를 운영했다.
푸리시케비치는 그리고리 라스푸틴 암살에 참여했다. 2월 혁명 이후 소비에트 해산을 주장했으며, 10월 혁명 이후에는 구국위원회를 조직했다. 체카는 그를 붙잡아 심문하여 알렉세이 칼레딘과 공조했다는 자백을 받았으나 죽이지 않고 풀어주었다. 풀려난 푸리시케비치는 곧바로 안톤 데니킨의 남러시아군에 합류하여 기관지를 편집했다. 노보로시스크에서 티푸스에 걸려 죽었다.